# Меркурий-Атлас-5
Меркурий-Атлас-5 — непилотируемый космический полёт по программе «Меркурий». Аппарат стартовал 29 ноября 1961 года, с шимпанзе по имени Энос на борту. Облетев два раза Землю космический корабль приводнился в 410 километрах от Бермудских островов.

## Предыстория
Программа пилотируемых космических полётов США предполагала, что после суборбитальных полётов «Меркуриев» должны начаться орбитальные. 5 мая 1961 года отправился в суборбитальный полёт Алан Шепард, 21 июля его достижение повторил Вирджил Гриссом. Возникшее соперничество с Советским Союзом, который уже совершил к тому моменту два орбитальных полёта, ускорило переход к орбитальным полётам в США. Первый орбитальный полёт по программе «Меркурий» состоялся 20 февраля 1962 года, однако его предваряли тестовые запуски на один виток корабля «Меркурий» в беспилотном варианте и описываемый в данной статье полёт шимпанзе.

## Полёт

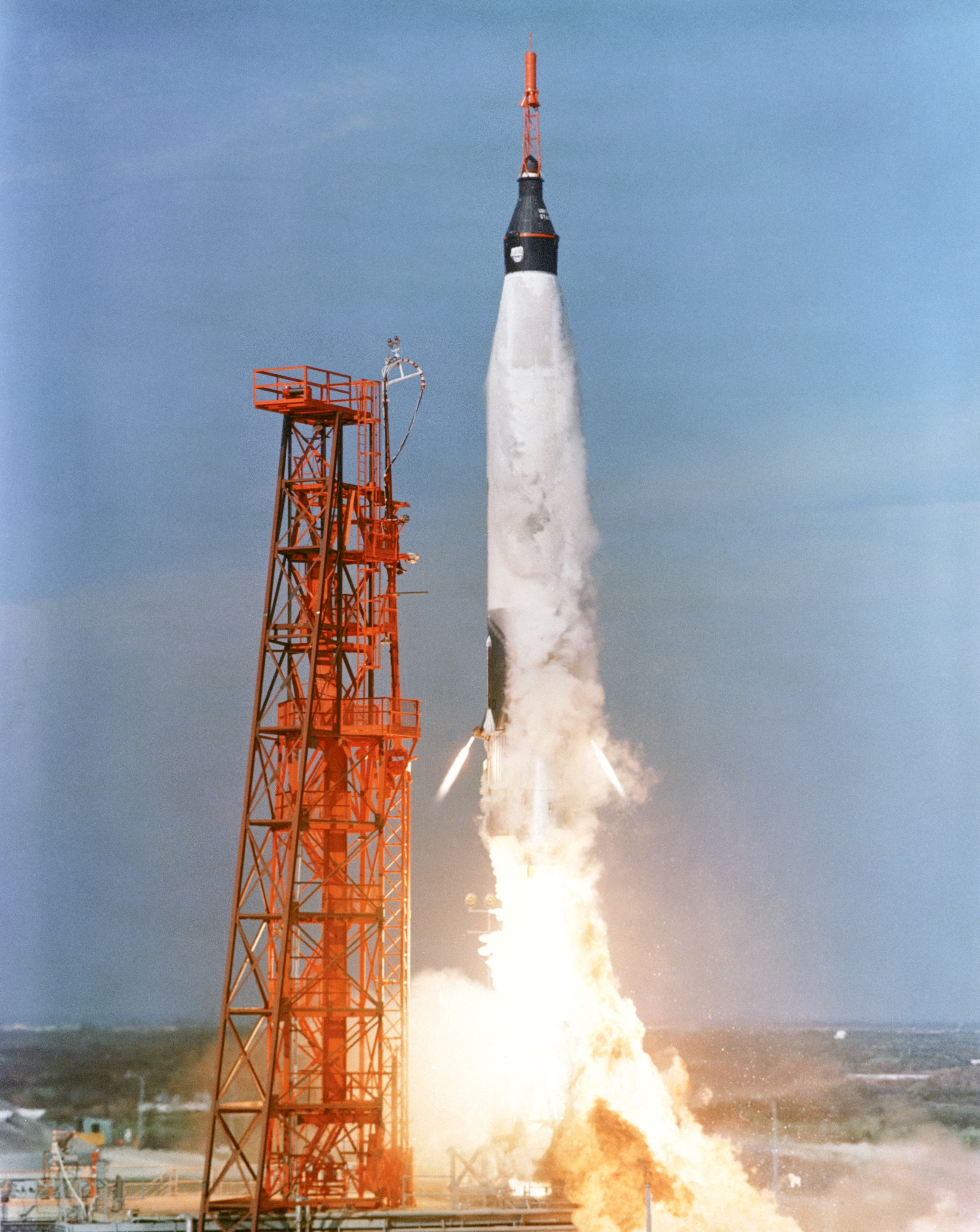
Стартует РН Atlas D с Меркурий-Атлас-5, 29 ноября 1961 года.

29 ноября 1961 года, примерно за пять часов до запуска, Энос в космическим костюме был помещён в капсулу космического корабля. Из-за различных неполадок обратный отсчёт был приостановлен суммарно на 2 часа 38 минут. Старт состоялся в 15:08 UTC, ракета-носитель «Атлас» вывела космический корабль на околоземную орбиту с перигеем 159 и апогеем 237 километров.
Внутри корабля были установлены четыре камеры. Производилась съёмка обезьяны, приборной доски, на плёнке запечатлевались также виды через перископ корабля и через его иллюминатор. Производились измерения уровня радиации.
Первоначально планировался полёт на три витка, однако в начале второго витка, когда МА-5 проходил над Атлантическим океаном, судно слежения получило сигнал, что температура в космическом корабле повышается. Неисправность системы жизнеобеспечения была подтверждена станциями наблюдения на Канарских островах, впоследствии температура внутри корабля стабилизировалась, однако более серьёзная проблема оказалась связана с поломкой системы ориентации корабля из-за которой существенно вырос расход топлива.
Опасаясь, что не хватит топлива для поддержания ориентации корабля во время входа в атмосферу, руководитель полёта Кристофер Крафт принял решение о преждевременной посадке. На указанной точке посадки корабль ожидали эсминцы USS Stormes и USS Compton, а также самолёт P5M.
Через 3 часа и 13 минут после запуска и за девять минут до приводнения, самолёт обнаружил космический корабль на высоте ~1500 м, опускавшийся на основном парашюте. Информация была передана эсминцам, которые находились в 30 милях от места посадки. Через час и пятнадцать минут после приводнения «Меркурия» прибыли эсминцы, и капсула космического корабля вместе с Эносом была поднята на борт USS Stormes.
По результатам полёта корабль «Меркурий» был признан годным для того, чтобы доставить человека на околоземную орбиту